# Gian Giacomo Crispo
Gian Giacomo Crispo (1446-1453) fue el decimocuarto duque de Naxos desde 1447 hasta 1453, hijo del decimotercer duque Giacomo II Crispo y su esposa Ginevra Gattilusio.
Murió a la edad de solo seis o siete años y fue sucedido por su tío abuelo Guiglelmo II.

## Orígenes
La familia Crispo probablemente provenía de Verona. Francesco I Crispo, el fundador de la dinastía era señor de Milo, por tanto vasallo del duque de Naxos y su pariente por matrimonio, ya que se había casado con una nieta del duque Guiglelmo I Sanudo. Se apoderó del trono de Naxos después de haber asesinado al legítimo duque Niccolò III dalle Carceri. Su hijo Giacomo I Crispo acentuó su legitimidad al casarse también con un miembro de la familia Sanudo: Fiorenza Sommaripa, nieta de la duquesa homónima Fiorenza Sanudo y del duque por matrimonio Niccolò Sanudo Spezzabanda. Giacomo I solo había tenido dos hijas y la familia Crispo había decidido aplicar la ley sálica. Por tanto, fue su hermano Giovanni II Crispo, señor de Milo y Kímolos, quien le sucedió, luego el ducado pasó al hijo de Giovanni II: Giacomo II Crispo, luego a su hijo, Gian Giacomo.

## Biografía
Gian Giacomo Crispo nació después de la muerte de su padre. La regencia fue asegurada primero por su tío abuelo Niccolò, señor de Santorini, y a la muerte de este último por un segundo tío abuelo Guiglelmo Crispo. A la muerte de Gian Giacomo, de siete años, la ley sálica hizo pasar el ducado a su pariente más cercano, el regente Guiglelmo Crispo.
En 1450, el papa Nicolás V predicó una cruzada contra los otomanos que amenazaban Constantinopla. Una de las abuelas de Gian Giacomo respondió ofreciendo a los caballeros hospitalarios la Iglesia de San Antonio que acababa de construir en el muelle del puerto de Naxos, así como una generosa pensión anual.